# Burhinus
Burhinus är ett av tre släkten i fågelfamiljen tjockfotar inom ordningen vadarfåglar. Det förekommer i Gamla världen, i både Afrika, Australien, Asien och Afrika och omfattar sex arter:
- Stylttjockfot (B. grallarius)
- Fläcktjockfot (B. capensis)
- Vattentjockfot (B. vermiculatus)
- Senegaltjockfot (B. senegalensis)
- Indisk tjockfot (B. indicus)
- Tjockfot (B. oedicnemus)

De amerikanska tjockfotarna i Hesperoburhinus inkluderades tidigare i släktet. Genetiska studier visar att de dock utgör en mycket gammal utvecklingslinje som är basal i familjen. Dessa har därför urskilts i ett eget släkte.